# Euphorbia ephedroides
Euphorbia ephedroides ist eine Pflanzenart aus der Gattung Wolfsmilch (Euphorbia) in der Familie der Wolfsmilchgewächse (Euphorbiaceae).

## Beschreibung
Die sukkulente Euphorbia ephedroides bildet stark verzweigte, zweihäusige Sträucher mit Wuchshöhen von 50 Zentimeter und mehr aus. Die aufrechten und dünnen Triebe werden 4 Millimeter dick und die Verzweigungen daran sind gegenständig angeordnet. Das Internodium ist 2 bis 7 Zentimeter lang und an dem zerbrechlichen Knoten 2 Millimeter dick. Die bis 8 Millimeter langen Blätter sind vergänglich.
Die Cyathien stehen einzeln oder in ein- bis dreifach gegabelten Cymen. Die Blütenstandstiele werden bis 6 Millimeter lang. Die verkehrt eiförmigen Tragblätter werden bis 4 Millimeter groß und die Cyathien erreichen einen Durchmesser von 3 Millimeter. Die elliptischen Nektardrüsen stoßen aneinander. Die nahezu kugelförmige Frucht wird etwa 4 Millimeter groß und ist annähernd sitzend. Der eiförmige Samen wird etwa 2,5 Millimeter lang und 1,6 Millimeter breit. Seine Oberfläche ist mit Warzen besetzt.

## Verbreitung und Systematik
Euphorbia ephedroides ist in Namibia und im Namaqualand in den südafrikanischen Provinz Nordkap verbreitet.
Die Erstbeschreibung der Art erfolgte 1866 durch Pierre Edmond Boissier. Bereits 1843 hatte Ernst Meyer den Artnamen erwähnt. Als Synonym zu dieser Art gilt Tirucallia ephedroides (E.Mey. ex Boiss.) P.V.Heath (1996).
Es werden folgende Unterarten unterschieden:
- Euphorbia ephedroides subsp. ephedroides
- Euphorbia ephedroides subsp. gamsbergensis Bruyns
- Euphorbia ephedroides subsp. imminuta (L.C.Leach & G.Will.) Bruyns